# Biar
Biar è un comune spagnolo situato nella comunità autonoma Valenciana.

## Monumenti
- Castello di Biar
- Chiesa di Nostra Signora dell'Assunzione